# Асіно
А́сіно (рос. Асино) — місто, центр Асінівського району Томської області, Росія. Адміністративний центр та єдиний населений пункт Асінівського міського поселення.
Місто розташоване на лівому березі річки Чулим (притока Обі) і її притоці Ітатка, за 109 км на північний схід від Томська.

## Населення
Населення — 25618 (2010; 28068 у 2002).